# ラビナス (1999年の映画)
ラビナス（英：Ravenous）は、1999年のアメリカ合衆国のホラー映画であり、原題の Ravenous とは、貪欲という意味を示している。
日本でのキャッチコピーは「血もしたたる恐怖の味。」 PG-12指定（アメリカではR指定）。

## 概要
本作はドナー隊の遭難およびアルフレッド・パッカー事件から構想を得たカニバリズム映画であり、監督は「司祭」などで知られるアントニア・バード、脚本はこれが第一作目のテッド・グリフィン。彼はロバート・カーライル演じるコルホーンのキャラの構想にアルフレッド・パッカーを挙げている。監督は「この物語を一言で分類するのは難しいと思います。「おっ、すげー！」というショッキングな映画だけど、エネルギーとスピード感にあふれたアドベンチャー映画の要素も、強烈で尖鋭的な風刺もあります。恐怖映画の語り口で観客を引きつけていくスタイルを取りながら、飢えの極限で果たして人間は人間を殺しその肉を食べられるか？という究極のテーマを追及している新しいタイプの映画として受け取って欲しいです。」と語っている。
また、ジョン・スペンサーにとってこの作品は最後の映画出演作となった。

## ストーリー
『怪物と戦うものは、自分自身も怪物にならぬよう注意しなければならない』- フリードリヒ・ニーツェ
『俺を食え』- 不明
という言葉の引用から映画は始まる。
1847年。アメリカ・メキシコ戦争のさなか、敵地でただ一人生還し、敵を制圧したジョン・ボイド大尉は、帰還を祝う席で出されたステーキを見て吐いてしまい、スローソン将軍の機嫌を損ね、シエラネバダ山脈の西にあるスペンサー砦に赴任させられる。ボイドは砦に到着すると、過去の出来事を思い出す。
ボイドは隊長の突撃命令を受けて最前線へ飛び出したが、怖気づいて死んだふりをして生き残っていた。彼は死体の山と一緒に台車に積まれるが、そこで仲間の血を飲んだことで力がみなぎりメキシコ軍の司令塔を打ち倒していたのだった。ボイドはまた、そんな自分を情けなく思っていた。
ボイドは赴任先で原住民のマーサとジョージ、酒豪のノックス医師、神の使者を自認するトフラー2等兵、楽天家のライク2等兵、薬漬けのコックであるクリーヴス、彼らをまとめるハート大佐と出会う。ハート大佐は、ここは冬になるとかなり雪深くなり交通の便も途絶えると話した。ボイドがハート大佐にメキシコでの経験を語っていると、窓の外に怪しげな男を見つける。彼は衰弱しきっており、仲間の看護の甲斐あって男は息を吹き返す。
コルホーンと名乗るその男は、仲間と旅の途中で遭難、洞窟に避難し、食料がなくなるとアイヴス大佐というガイドが死んだ者を調理して仲間と食べていたという。しかし、腹を空かせていたアイヴスはついに仲間を殺して食い始め、コルホーンはたまらず逃げてきたのだ。まだ洞窟に仲間のマクレディ夫人とアイヴス大佐が残っている事を聞いた彼らは、救助へ向かう。ネイティブ・アメリカンのウィンディゴ伝説では、人肉を食った者は強くなるので注意しろ、とジョージは言う。
一行が救助へ向かって二日経った。ボイドはコルホーンに「人肉を食べた時、肉体的な変化がなかったか」と問う。コルホーンは「そんな感じがしたのを覚えている、ある種の逞しさだ」と答える。トフラーは人骨を発見するが足を滑らせ崖から落ちてしまう。同夜、トフラーはコルホーンが自分をなめたと叫び、コルホーンは「自分でもなぜこんなことをしたのかわからない、怖いので縛ってくれ」と言い出す。一行はようやく洞窟を発見し、中へ入るボイドとライクだったが、人骨だけが見つかった。ライクが「あいつが騙した」と叫ぶが、既に洞窟の外ではコルホーンが暴れ始めていた。
洞窟から出てきた二人はハート大佐が倒れているのを発見。トフラーは恐怖から逃げ出し、コルホーンは彼を執拗に追いかける。叫び声が聞こえるほうへ進むと、そこには切り刻まれたトフラーの死体があった。コルホーンをなんとか崖まで追い詰めた二人だったが、ライクが殺されてしまう。ボイドに近づいてくるコルホーン。銃でコルホーンを撃つが死なず、ボイドはついに崖から飛び降りる。重傷を負ったボイドは草木の根を食うが腹の足しになるはずもなく、苦渋の決断でライクの肉を食って必死に砦への帰路につくのだった。
ノックスの手当を受けて休んでいるボイド。ふいに恐怖を感じてマーサにどうやったらウィンディゴを止められるのか聞く。マーサは「命を与えるしかない」と答える。
そんなある日、スローソン将軍がハート大佐の後任が決まるまでの一時的な指揮官としてアイヴス大佐を連れてきたが、その姿がコルホーンと瓜二つだったのでボイドは怖くなった。ボイドは「アイヴスはコルホーンで、皆を殺した犯人だ」と言うが、クリーヴスとマーサは食糧補給のために砦を空けていたので、ボイドの話が信じられなかった。ノックスは、酒びたりだったので記憶が曖昧だったが、「彼がコルホーンなら、ボイドが肩に撃ったと言った銃弾の跡があるはずだ」と言う。アイヴスは肩を見せるが、傷跡は見当たらなかった。クリーヴスをハンマーで殴り殺して食べる幻覚を見たり、物音に異様なまでに敏感になるなど、ボイドの精神は追いつめられていく。
その日の夜、アイヴスは、もともと体が弱く、結核を患っていたが、ウィンディゴ伝説の話を聞いて人肉を食べたところみるみる体が強くなったとボイドにだけ話した。ボイドは彼を殺そうとナイフを向けるが、他の仲間に見つかり、勘違いされてボイドは手錠をかけられ部屋に拘束されてしまう。
なかなか姿を現さないクリーヴスを呼びに砦中を探すマーサは、家畜小屋で動物たちの死体、屋根の上で横たわって死んでいるクリーヴスを見つける。アイヴスとノックスが話し合った結果、ボイドは軍の監獄へ送られる事となり、マーサはボイドの犯行を将軍に報告するため、スペンサー砦を後にする。そして、一人になったノックスは殺されてしまう。部屋に誰かが近づく足音が聞こえ、次は自分の番かと考えたボイド。だがなんと、扉を開けて出てきたのはハート大佐だった。彼はコルホーンに肉を食わされ生き延びていた。クリーヴス、ノックスと家畜を殺したのは大佐だった。
コルホーンは、この砦の近くを通る開拓者（マニフェスト・デスティニー）を食ったり、人肉食いの仲間にしたりしようと考えていた。そしてコルホーンは、ボイドに人肉を食い仲間になろうと提案をしてきた。それを拒否するボイドは、コルホーンにナイフを突き刺され、瀕死の状態になる。生きるか死ぬかの選択を迫られたボイドはノックスの肉が入ったシチューを食べる。
人肉を食ったことで回復したボイドは、大佐にコルホーンを殺させてくれと頼み込む。大佐はボイドの手錠を外すが、「こんな事をしてまで生きているのは嫌なんだ」と言い、ボイドに自分を殺すよう言う。ボイドは大佐の喉をナイフで切りつけて殺す。
ボイドは勇気を出してコルホーンに戦いを挑み、死闘の末、2人は大きなトラバサミの罠に挟まれる。コルホーンは、「お前が先に死んだらお前を食う」と挑発するが、ボイドより先に息途絶える。そこへ、マーサと将軍の一行がやってくる。将軍はシチューを見つけ、それが人肉の入ったものとは知らずに口にする。
マーサがコルホーンとボイドを見つけると、彼女は何も言わずに扉を閉めてその場を立ち去る。ボイドはゆっくりと目を閉じて絶命するのだった。

## キャスト
- ジョン・ボイド大尉…ガイ・ピアース(小山力也)
- コルホーン（アイヴス大佐）…ロバート・カーライル(家中宏)
- クリーヴス…デヴィッド・アークエット(檀臣幸)
- トフラー2等兵…ジェレミー・デイビス(岩崎ひろし)
- スローソン将軍…ジョン・スペンサー(堀部隆一)
- ハート大佐…ジェフリー・ジョーンズ(小林修)
- ノックス少佐…ステファン・スピネラ(水野龍司)
- ライク2等兵…ニール・マクドノー(中博史)
- マーサ…シェイラ・トゥージー(磯辺万沙子)
- ジョージ…ジョゼフ・ランニングフォックス
- リンドゥス…ビル・ブロックトラップ
- ジョーンズ…ミエジ・スング
- ジャヌス…デウィッド・ハイマン
- マクレディ…ティム・ヴァン・レリム
- メキシコ軍の司令官…フェルナンド・ベセリル、ガブリエル・ベルティエ、ペドロ・アルタミラーノ

## 制作
当初はミルチョ・マンチェフスキが監督したが、撮影から3週間後に彼がこの作品の監督を降板した。製作の1週間前、ミルチョ・マンチェフスキは新しい絵コンテを提出したと言われ、それには追加で2週間の撮影が必要だった。フォックス2000ピクチャーズは、マンチェフスキがプロデューサーとの製作会議を拒否したという不満を持っていたものの、最終的に1週間の延長に同意した。一方でマンチェフスキは、当時のフォックス2000ピクチャーズの社長であるローラ・ジスキンが、マンチェフスキの意向に反したキャスティングを行ったと訴えている。監督はジスキンが引き連れたラジャ・ゴズネルに交代となるが、最終的にカーライルの提案によりアントニア・バードへ変更となった。10日間の交渉の後、バードはプラハに到着し、制作の指揮を執ることになった。彼女もまた、撮影が行われることになった状況を批判し、割り当てられたスタジオのスペースは「ひどい」もので、撮影のスケジュールは「操作的」だと述べている。
バードは、マンチェフスキが問題のある制作のせいで非難されるべきではないと発言した。
撮影初日は、マンチェフスキーと製作陣が製作予算や撮影スケジュールについてまだ交渉中だったため、撮影が遅れてしまった。マンチェフスキは、撮影が始まるとジスキンは毎日のようにメモを送りつけ、衣装の汚れの多さやクローズアップの多さに文句を言ってきたという。
舞台はカリフォルニアのシエラネバダ山脈だが、経費の関係によりメキシコ、チェコ、スロバキアのロケ地を決めるまでには、カナダでロケハンしていた。結局、ロケーションはメキシコのドゥランゴ（アメリカ・メキシコ戦争の戦闘シーン）、チェコ共和国とスロバキアのタトラ山脈（シエラネバダ山脈のシーン）で敢行された。物語は雪深い場所という設定だったが、クランクイン当初スロバキアは晴れで雪も少なかった。だが2、3週間後に急に雪が降ったので脚本に手直しを加え、場面がつながるように撮り直した。監督は緑の画面と白い画面がバランスよく撮れて満足だったという。スペンサー砦の囲いは、倒れた木を逆さまにして、その先を尖らせたものを利用して作られた。
ガイ・ピアースは菜食主義者だが、肉を食べるシーンはガイが実際に豚肉を口に含んだ。また、シチューを食べるシーンでは、彼は酔っていた。
ジェフリー・ジョーンズが演じる大佐の死亡シーンで、MPAAからNC-17指定を受けたため、一部カットしてR指定となった。

## 興行収入
1999年3月19日に米国で1,040の映画館で公開されたこの作品は、開演週末に1,040,727ドルを稼ぎ出した。
最終的な収入は2,062,405ドルとなり、1200万ドルの予算よりはるかに少ない額だった。

## 評価
「ラビナス」は多数の批評家から否定的な意見を受け取ったが、その後カルト映画として人気を得ている。
Rotten Tomatoesでは、46件の批評家のレビューに基づいて45％の評価であったが、観客の評価は79％と高いものになっている。
ロジャー・イーバートは、4つ星のうち3の評価を与え「ストーリーが形のないゴアになっているが、映画製作の質感を味わうことができる。」と評した。
また、ホワイト・シティー・シネマのマイケル・スミスの好きな90年代の作品21位にランクインした。

## 音楽
音楽はマイケル・ナイマンとデーモン・アルバーンが担当。デーモンはこれ以前にもアントニア・バード監督の『フェイス』で仕事を共にしている（音楽ではなく、俳優として出演）。
本作のスコアは、ループ・楽器・楽曲構成の奇妙さ・独創的な使用により話題を呼んだ。

## サウンドトラック
1999年3月9日リリース。日本では「ラビナス 〜オリジナル・サウンドトラック」の題で同年6月9日に発売された。
トラックリスト
| #         | タイトル                                                           | 作詞  | 作曲・編曲 | 時間 |
| --------- | ------------------------------------------------------------------ | ----- | ---------- | ---- |
| 1.        | 「ヘイル・コロンビア Hail Columbia」                               |       |            | 2:42 |
| 2.        | 「ボイドの門出 Boyd's Journey」                                    |       |            | 3:02 |
| 3.        | 「ようこそフォート・スペンサーへ Welcome to Fort Spencer」         |       |            | 1:41 |
| 4.        | 「ノイジズ・オフ Noises Off」                                      |       |            | 1:54 |
| 5.        | 「よそ者 Stranger at the Window」                                  |       |            | 1:48 |
| 6.        | 「コルクォン Colquhoun's Story」                                   |       |            | 4:43 |
| 7.        | 「ウィンディゴの神話 Weendigo Myth」                               |       |            | 1:23 |
| 8.        | 「洞窟への道のり Trek to the Cave」                                |       |            | 4:24 |
| 9.        | 「誘惑 He Was Licking Me」                                         |       |            | 1:41 |
| 10.       | 「恐怖の洞窟 The Cave」                                            |       |            | 8:01 |
| 11.       | 「逃走 Run!」                                                      |       |            | 2:10 |
| 12.       | 「復讐 Let's Go Kill that Bastard」                                |       |            | 3:51 |
| 13.       | 「狂気の穴 The Pit」                                               |       |            | 4:37 |
| 14.       | 「戻ってきたアイヴス Ives Returns」                                |       |            | 0:49 |
| 15.       | 「カニバル・ファンタシー Cannibal Fantasy」                        |       |            | 2:13 |
| 16.       | 「地獄へのゲーム A Game of Two Shoulders」                         |       |            | 2:25 |
| 17.       | 「チェックメイト-行きづまり Checkmate」                            |       |            | 2:17 |
| 18.       | 「マーサと馬 Martha and the Horses」                               |       |            | 3:14 |
| 19.       | 「アイヴスの誘惑とボイドの戦い Ives Torments Boyd and Kills Knox」 |       |            | 2:16 |
| 20.       | 「定められた運命 Manifest Destiny」                                |       |            | 5:20 |
| 21.       | 「Saveoursoulissa」                                                |       |            | 8:40 |
| 22.       | 「エンド・タイトル End Titles」                                    |       |            | 5:01 |
| 合計時間: | 合計時間:                                                          | 74:35 |            |      |

イギリス盤では、「Boyd's Beauty pt.A」、「Screech Jam」、「The Pit」（ウィリアム・オービットとダミアン・レガシックがリミックスを行ったもの）の3曲が収録されているが、代わりに「Ives Returns」、「Manifest Destiny」、「End Titles」が収録されていない。

## ノミネート
- 第26回サターン賞：ホラー映画賞、音楽賞(デイモン・アルバーンとテッド・グリフィン)、メイクアップ賞(フェイ・ハーモンド)
- 第4回ゴールデン・サテライト賞：作曲賞(デイモン・アルバーンとテッド・グリフィン)

## その他
- 主人公のボイドは無口なキャラクターとして描かれており、スペンサー砦に赴任してハート大佐に趣味を聞かれた際に「水泳を」と答えるまで一切喋っていない。

## ソフト販売
日本では2001年3月21日に吹替版と字幕版のVHSレンタルが同時リリースされ、その後2002年6月28日にDVDが発売された。

## 参照
1. ↑  http://www.etic.cz/Ravenous/
2. 1 2 3 4  “Ravenous (1999)” (英語). BFI. 2022年9月17日閲覧。
3. ↑  “Ravenous” (チェコ語). 2022年9月17日閲覧。
4. 1 2  パンフレットより
5. ↑   Ravenous (1999) 2018年7月24日閲覧。
6. ↑  “FANGO Flashback: “RAVENOUS””. Fangoria.com. 2019年4月4日閲覧。
7. ↑  http://movies.foxjapan.com/ravenous/intro.html
8. ↑  “Ravenous (1999) - Box Office Mojo” (英語). www.boxofficemojo.com. 2018年7月24日閲覧。
9. ↑   (英語) Ravenous 2018年7月24日閲覧。
10. ↑  Ebert, Roger. “Ravenous Movie Review & Film Summary (1999) | Roger Ebert” (英語). www.rogerebert.com. 2018年7月24日閲覧。
11. ↑  “Ravenous | White City Cinema” (英語). whitecitycinema.com. 2018年7月24日閲覧。
12. ↑  “Ravenous – Damon Albarn & Michael Nyman | Love Horror film reviews and news”. 2022年9月17日閲覧。
13. ↑  “スーパー・プライス・シリーズ（2002年6月2日のアーカイブ）”.  20世紀フォックス映画. 2022年9月17日閲覧。